# Оголені джунглі
«Оголені джунглі» (англ. The Naked Jungle) — пригодницький фільм 1954 року режисера Байрона Гаскіна. Головні ролі виконали Чарлтон Гестон та Елеонора Паркер. Стрічка розповідає про напад мурах-кочівників на бразильську плантацію какао. Стрічка заснована на оповіданні Карла Стівенсона «Лейнінген проти мурах» (1937) .

## Сюжет
У 1901 році Джоанна прибуває з Нового Орлеана на південноамериканську плантацію какао, щоб познайомитися зі своїм новим чоловіком, за якого вона вийшла заміж за дорученням — власником плантації Крістофером Лейнінгеном. Врешті, Лейнінген засмучений тим, що вона вдова, оскільки він хотів одружитися на незайманій дівчині.
Він вирішує відправити Джоанну назад до США. Лейнінген дізнається від місцевого комісара про можливий напад мурах-кочівників — «марабунта». Через це він якнайшвидше хоче відправити Джоанну до США, аби вона не постраждала.
Сам Лейнінген відмовляється від евакуації, щоб захистити свою домівку, та вирішує протистояти цьому незламному природному хижаку. Джоанна також відмовляється покидати чоловіка, та приєднується до боротьби за порятунок плантації.

## У ролях
- Чарлтон Гестон — Крістофер Лейнінген
- Елеонора Паркер — Джоанна Лейнінген
- Абрахам Софаер — Інкача
- Вільям Конрад — комісар
- Дуглас Фоулі — Знахар
- Джон Діркес — Грубер
- Леонард Стронг — Кутіна
- Родд Редвінґ— індіанець

## Виробництво
У листопаді 1952 року Джордж Пал оголосив, що адаптує оповідання «Лейнінген проти мурах».
У березні 1953 року було оголошено, що Чарльтон Гестон зіграє головну чоловічу роль. У травні 1953 року Тедді Шерман вже працював над сценарієм.. Фінальний сценарій було спільно написано Ренальдом МакДугаллом та письменником Беном Меддоу, якого було внесено до чорного списку .
Вільям Конрад, який грав Лейнінгена в екранізаціях оповідання Стівенсона для радіопрограм Escape та Suspense, зіграув у фільмів комісара.
Унікальний «звук» мурах, які пожирають все на своєму шляху, створювався шляхом крутіння соломинки в склянці води з колотим льодом. Значна частина річкового пейзажу джунглів Ріу-Негру (Амазонка), а також сцени підриву моста та шлюзу, були зняти й у Флорагоумі, Флорида.

## Вплив
Фільм був адаптований в ефірі радіотеатру «Люкс» 7 червня 1954 року. Чарлтон Гестон повторив роль Лейнінгена, а Донна Рід зіграла Джоанну.
У 1978 році Мартін Скорсезе вніс цей фільм до списку своїх «100 випадкових задоволень» у розділі фільмів, які «не є хорошими, але в них є такі речі, які вам врешті подобаються, і це робить такі фільми вартими уваги»